# Zdolność kiełkowania
Zdolność kiełkowania – procent nasion normalnie skiełkowanych w czasie tak długim, aby mogły skiełkować wszystkie żywe nasiona. Celem tego badania jest oznaczenie potencjału kiełkowania nasion, który pozwala oszacować polową wartość siewną materiału siewnego. Badanie przeprowadza się na nasionach czystych w warunkach laboratoryjnych, optymalnych dla danego gatunku roślin. W czasie analizy kontroluje się podłoże, wilgotność i temperaturę. Zdolność kiełkowania, obok czystości nasion i MTS, jest niezbędnym parametrem do obliczenia ilości wysiewu materiału siewnego na jednostkę powierzchni.